# Adam Przeworski
Adam Przeworski (ur. 5 maja 1940 w Warszawie) – amerykański politolog pochodzenia polskiego. 
W 1961 ukończył studia w zakresie socjologii i filozofii na Uniwersytecie Warszawskim, po czym wyjechał do Stanów Zjednoczonych. W 1966 na Uniwersytecie Północno-Zachodnim uzyskał stopień doktora. Wykładał na Uniwersytecie Chicagowskim oraz Uniwersytecie Waszyngtona w St. Louis. Piastuje stanowisko profesora Uniwersytetu Nowojorskiego. 
Od 1986 jest członkiem Amerykańskiej Akademii Sztuk i Nauk. 
Był członkiem tak zwanej grupy wrześniowej, tworzącej marksizm analityczny. Sformułował koncepcję, według której rozwój ekonomiczny nie tworzy automatycznie demokracji, jednak pomaga ustrojowi przetrwać. 

## Wyróżnienia i nagrody
- Nagroda Fundacji Woodrowa Wilsona (2001, przyznana przez Amerykańskie Towarzystwo Nauk Politycznych)
- Nagroda Johana Skyttego (2010)

## Wybrane publikacje
- Systems analysis for social scientists (1974, współautor)
- Capitalism and social democracy (1988, ISBN 0-521-33656-2)
- Some problems in the study of the transition to democracy w Transitions from authoritarian rule: comparative perspectives (1991, ISBN 0-8018-3192-X)
- Economic reforms in new democracies: a social-democratic approach (1993, współautor, ISBN 0-521-43845-4)